# Montcourt-Fromonville
Montcourt-Fromonville település Franciaországban, Seine-et-Marne megyében. Lakosainak száma 1908 fő (2022. január 1.). Montcourt-Fromonville Nonville, Saint-Pierre-lès-Nemours, Darvault, La Genevraye és Grez-sur-Loing községekkel határos.

## Népesség
A település népességének változása:
| Lakosok száma | 2046 | 2007 | 2074 | 1982 | 1970 | 1958 | 1943 | 1925 | 1908 |
|               | 2013 | 2015 | 2016 | 2017 | 2018 | 2019 | 2020 | 2021 | 2022 |